# Willy Drube
Willy Drube (* 21. Dezember 1880 in Grebenstein; † 26. Juli 1952 in Schierke) war ein Harzer Apotheker und Likörfabrikant, der den Kräuterlikör Schierker Feuerstein erfunden hat.

## Leben und Wirken
Drube wuchs als Sohn eines Kaufmanns in Grebenstein auf. Während seiner schulischen Laufbahn besuchte er das spätere Kaiser-Wilhelm-Gymnasium in Kassel. Anschließend lernte er drei Jahre von 1898 bis 1901 in Wernigerode in der dortigen Rats-Apotheke. Die Lehre schloss er 1901 mit bestandener Apothekergehilfenprüfung ab. Von 1902 bis 1903 arbeitete er in der Kasseler Sonnen-Apotheke. 
Im Jahr 1904 diente Drube beim ersten Kurhessischen Feldartillerie Regiment 11 in Kassel. Von 1904 bis 1906 studierte Drube an der TH in Braunschweig und legte dort das Staatsexamen Pharmazie ab. Im Jahr 1907 erhielt Drube die Approbation. In der Zeit vor dem 1. Weltkrieg arbeitete Drube bereits in einer Filial-Apotheke in Schierke, die er als Verwalter übernahm.
Am 1. Weltkrieg nahm Drube als Unteroffizier, seit 1915 als Leutnant teil. 1917 erhielt Drube das Eiserne Kreuz 1. Klasse. Nach dem Krieg war er weiterhin als Verwalter der Schierker Apotheke „zum roten Fingerhut“ tätig. 1924 wurde Drube die Konzession dafür verliehen. In seiner Apotheke stellte Drube aus einer Vielzahl von ausländischen und deutschen Kräutern und Wurzeln den bekannten Kräuterlikör „Schierker Feuerstein“ her. 1924 ließ er sich diesen nach eigenen Angaben patentieren.
Drube war ein humorvoller Mensch. So schrieb er in den 1930er Jahren einen Wettbewerb für seinen eigenen Grabspruch aus. Sein Favorit war das Gedicht, das heute noch auf seinem Grabstein auf dem Schierker Friedhof zu lesen ist:
"In dieser Erdengrube

ruht Apotheker Drube.

Oh' Wanderer eile fort von hier,

sonst kommt er raus und trinkt mit dir."
Als Drubes Tochter 1936 heiratete, baute er vor seine Apotheke einen Brunnen, aus dem er „Schierker Feuerstein“ sprudeln ließ.
Nach dem 2. Weltkrieg lag Schierke in der sowjetischen Besatzungszone. Im Jahr 1951 wurde Schierke zur Sperrzone und zum Grenztruppenstandort erklärt. Weil Drube die Enteignung seiner Firma befürchtete, schickte er 1951 seine älteste Tochter mit dem Originalrezept des „Schierker Feuerstein“ nach Bad Lauterberg, um in Westdeutschland eine zweite Produktionsstätte für seinen Kräuterlikör aufzubauen.
Im folgenden Jahr verstarb Drube im Alter von 72 Jahren. Seine Familie durfte nicht zu seiner Beisetzung in die DDR einreisen, sie musste die Beerdigung mit einem Fernglas vom nahen Wurmberg aus mitverfolgen.